# Artoria cingulipes
Artoria cingulipes là một loài nhện trong họ Lycosidae.
Loài này thuộc chi Artoria. Artoria cingulipes được Eugène Simon miêu tả năm 1909.